# Krokodilstränen

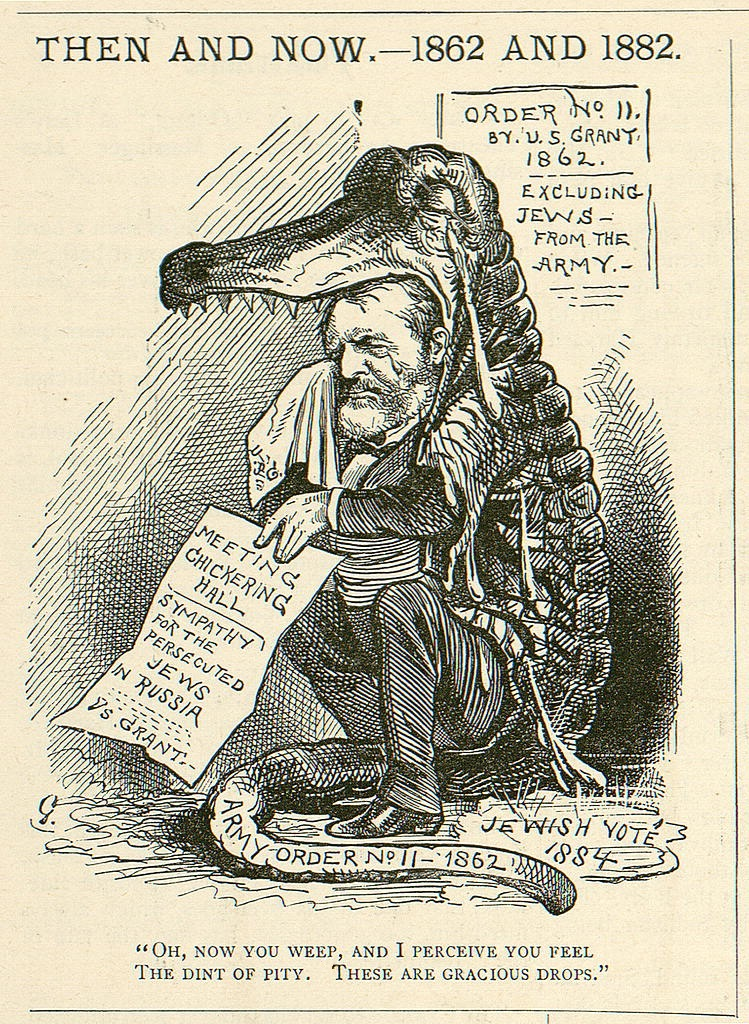
Eine Karikatur von Bernhard Gillam über den US-Präsidenten Ulysses S. Grant, der 1882 um jüdische Wähler warb, indem er Krokodilstränen über die Judenpogrome im zaristischen Russland vergoss, selbst aber im Dezember 1862 befohlen hatte, alle Juden aus Mississippi, Kentucky und Tennessee zu vertreiben

„Krokodilstränen vergießen“ ist eine Redensart, die eine geheuchelte Zurschaustellung von Trauer, Betroffenheit oder Mitgefühl zum Ausdruck bringen will. Der Ursprung liegt in einem tatsächlichen Tränensekret, das verschiedene Arten der Krokodile (inklusive Alligatoren und Kaimane) während des Fressens absondern und das als Heuchelei interpretiert wurde. Nach einer sagenhaften Vorstellung locken Krokodile ihre Opfer an, indem sie wie ein Kind weinten. Plinius der Ältere unterstellte in seiner Naturalis historia, die Krokodile weinten ihren Opfern nach, das heißt, heuchelten Trauer über ihre Beutetiere. Auch der mittelalterliche Physiologus tradiert:
Der Physiologus sagt vom Krokodil, dass es ein Wassertier ist, und man findet es in Flüssen und Seen. (…) Wenn es einen Menschen ergreift, frißt es ihn auf von den Füßen an bis zur Wirbelsäule. Wenn es aber nahe an den Kopf kommt, setzt es sich hin und betrauert ihn.
Die tatsächliche Ursache der Tränenbildung ist noch nicht geklärt. Einer Hypothese zufolge wird, wenn die Reptilien ihr Maul sehr weit öffnen – wie es bei der Nahrungsaufnahme der Fall ist –, Druck auf die Tränendrüsen ausgeübt, wodurch die Tränenflüssigkeit freigesetzt wird. Da zuweilen auch die Bildung von Schaum zwischen den Augenlidern der Tiere beobachtet wird, könnte die Tränenbildung auch dadurch verursacht werden, dass in den Nebenhöhlen Luft mit Tränenflüssigkeit der Tränendrüsen vermischt wird. Auch kann nicht ausgeschlossen werden, dass die Tränenbildung mit einer Stimmungsänderung der Tiere während des Fressens einhergeht.